# Les Onze Bourreaux

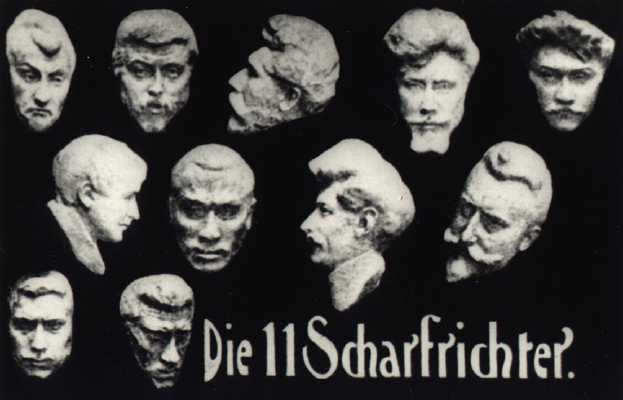

Les Onze Bourreaux (Die Elf Executioner)  est le nom du premier cabaret politique fondé dans le quartier de Schwabing à Munich en Allemagne et l’un des premiers cabarets allemands en général. 

## Histoire
La création d’un cabaret politique est discutée à Munich à partir des années 1885-96, et surtout après 1897, lorsque Otto Julius Bierbaum fait d’un cabaret artistico-littéraire le thème de son roman Stilpe. Dans l’environnement du journal Simplicissimus et de l’Akademisch-Dramatischen Verein (union académique dramatique), on souhaite particulièrement un nouveau théâtre de ce type : le modèle est ici le cabaret montmartrois du Le Chat Noir. En outre, la section, créée en février 1900, de la Fédération Goethe pour la protection de l’art et de la science libres (Goethebundes zum Schutze freier Kunst und Wissenschaft) se prononce contre la nouvelle Loi Heinze, qui est perçue comme une menace pour la liberté artistique.
Les initiateurs du projet, dont fait partie Otto Falckenberg, lancent une souscription pour assurer le financement de la nouvelle scène, vendant des parts de la future entreprise à des mécènes munichois. La première a lieu le 13 avril 1901. Le théâtre ouvre au 28 Türkenstraße à Munich, dans l’arrière-cour de la brasserie Zum Goldenen Hirschen. Les murs sont décorés de  peintures exécutées par des artistes  comme Félicien Rops ou Thomas Theodor Heine. À l’entrée de la salle de spectacle qui offre 100 places assises, se trouve une tête de mort affublée d’une perruque, dans laquelle est plantée une hache. C’est Bruno Paul qui dessine en 1903 l’affiche du cabaret.
Trois fois par semaine les bourreaux proposent leur programme qui change mensuellement. Leo Greiner compose une « Ballade des bourreaux » pour laquelle  le principal musicien du groupe, Hans Richard Weinhöppel, compose une marche. Le programme commence ou s’achève très souvent par cette marche des bourreaux.  Les Onze portent de vastes manteaux rouge sang. Le seul membre féminin du groupe lors de la création, Marya Delvard, une Lorraine, en est en même temps la vedette ; elle lance le genre alors très inhabituel en Allemagne de la chanson réaliste à la française (dans le style d’Yvette Guilbert). Frank Wedekind est en 1901-1902 un des bourreaux, il chante ses propres compositions en s’accompagnant à la guitare. Une sélection des chansons et poésies de l’époque a paru sous le titre Greife wacker nach der Sünde. On joue aussi des petites pièces satiriques en un acte. À cause des allusions politiques satiriques, des conflits ont lieu régulièrement avec les services de la  censure. Apollinaire en fait le sujet d’un article dans la Grande France en octobre 1902. 
Des tournées ont lieu dans toute l’Allemagne et au-delà, avec des succès variés. Du 9 au 12 décembre 1903 une représentation du groupe est donnée à l’hôtel Savoy de Vienne. À l’automne 1904, le cabaret, qui a souffert de problèmes financiers récurrents, ferme à cause de dettes considérables.

## Représentations
- Le prologue du drame  Erdgeist (« Le génie de la terre ») de Frank Wedekind, qui impressionne beaucoup Bertolt Brecht[4], et sous forme raccourcie, la pantomime de Wedekind et Breuel Die Kaiserin von Neufundland  (« L’impératrice de Terre-neuve »), en 1902.
- Une avant-première de Unter sich de Hermann Bahr a lieu de 6 novembre 1903.

## Les bourreaux (avec leurs noms de scène)
1. Otto Falckenberg - Peter Luft
2. Marc Henry - Balthasar Starr
3. Leo Greiner  - Dionysius Tod
4. Willy Rath - Willibaldus Rost (reste peu de temps). Il est remplacé par Wedekind
5. Frank Wedekind, qui, lui, ne s’est jamais choisi un nom de bourreau
6. Max Langheinrich - Max Knax
7. Wilhelm Hüsgen - Till Blut
8. Victor Frisch  - Gottfried Still
9. Willy Örtel] - Serapion Grab
10. Ernst Neumann-Neander  - Kaspar Beil
11. Hans Richard Weinhöppel  - Hannes Ruch
12. Robert Kothe  - Frigidus Strang

Pour ne pas changer le nombre de onze figurant dans le nom du cabaret, les participants supplémentaires apparaissaient comme assistants du bourreau.

## Assistants du bourreau

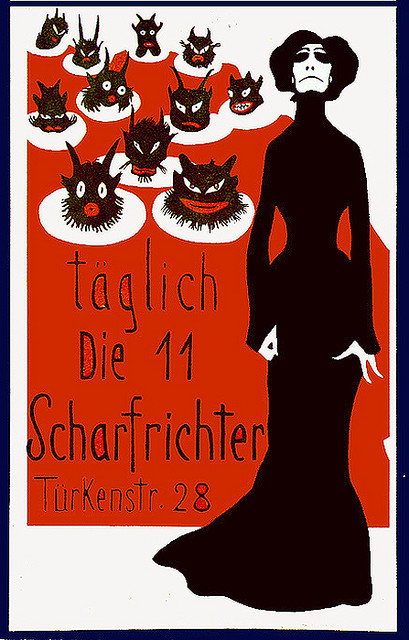
Marya Delvard et Les Onze Bourreaux

- Marya Delvard (i.e. Marie Biller)
- Hugo Bettauer
- Leonhardt Bulmans  (i.e. Sandro Blumenthal)
- Hanns von Gumppenberg
- Waldemar Hecker
- Heinrich Lautensack
- Reinhard Piper
- Ernst Stern